# Thomas Fermor-Hesketh, 1. Baron Hesketh
Thomas Fermor-Hesketh, 1. Baron Hesketh (* 17. November 1881; † 20. Juli 1944), von 1924 bis 1935 bekannt als Sir Thomas Fermor-Hesketh, 8. Baronet, war ein britischer Adliger, Offizier und Politiker der Conservative Party.
Er war der Sohn von Sir Thomas Fermor-Hesketh, 7. Baronet und Florence Emily Sharon, Tochter des US-Senators William Sharon. Er wurde in Eton, im Royal Military College in Sandhurst und im Trinity College der Universität Cambridge ausgebildet.
Er diente in der British Army als Lieutenant der Royal Horse Guards, als Captain der Lancashire Hussars Yeomanry und als Ehren-Major der Territorial Army. Er hatte das Amt eines Friedensrichter für Lancashire und Northamptonshire inne. Hesketh saß von 1922 bis 1923 für Enfield im britischen House of Commons und war 1932 High Sheriff von Northamptonshire.
Er folgte 1924 seinem Vater als 8. Baronet, Rufford in the County Palatine of Lancaster. 1935 wurde er als Baron Hesketh, of Hesketh in the County Palatine of Lancaster, zum erblichen Peer erhoben und wurde dadurch Mitglied des House of Lords.
Lord Hesketh heiratete 1909 Florence Louise Breckinridge aus Kentucky, Tochter von John Witherspoon Breckinridge und Enkelin von US-General John C. Breckinridge, Vizepräsident der Vereinigten Staaten von Amerika. Sie hatten drei Söhne und zwei Töchter (Flora und Louise) Ihr ältester Sohn, Hon. Thomas Sharon Fermor-Hesketh, Lieutenant der Scots Guards, starb 1937 bei einem Flugzeugabsturz in Frankreich. Lord Hesketh starb im Juli 1944 im Alter von 62 Jahren. Sein zweiter Sohn, Frederick, folgte ihm als 2. Baron nach. Sein dritter Sohn, John, heiratete 1946 Patricia Macaskie Cole. Seine Witwe starb 1956.